# Bruno Grougi
Bruno Grougi (Caen, 26 aprile 1983) è un allenatore di calcio ed ex calciatore francese, di ruolo centrocampista, vice allenatore del Brest.

## Palmarès

### Giocatore

#### Competizioni nazionali
- Championnat National: 1

Clermont Foot: 2006-2007